# ПРО Регби
Профессиональная Регбийная Организация (англ. Professional Rugby Organization), ПРО Регби (англ. PRO Rugby) — профессиональный ежегодный турнир по регби, проводящийся между командами из США. Соревнование было анонсировано 9 ноября 2015 года, а первые игры проведены 17 апреля 2016 года. ПРО Регби стал первым профессиональным турниром по регби в Северной Америке. Первым чемпионом турнира стал клуб «Денвер Стэмпид».

## История

### Попытки создания профессиональной лиги
В 1996 году была основана Суперлига, любительский турнир, который до своего упразднения в 2012 году оставался высшим дивизионом регби в США. Розыгрыш турнира был остановлен в связи с недостатком финансирования. В 2013 году был сыгран единственный сезон USA Elite Cup, который должен был прийти на смену Суперлиге.
В последующие годы ещё ряд организаций выступал с инициативой создания в США профессиональной регбийной лиги, однако эти планы не были реализованы.

### Создание турнира
В начале ноября 2015 года была создана страница ПРО Регби в Facebook, а официальный анонс был запланирован на 9 ноября.
9 ноября было объявлено о достижении соглашения с Регбийным союзом США по поводу создания в стране профессиональной регбийной лиги. 18 и 19 ноября были названы первые две команды, которые примут участие в новом турнире, — «Сакраменто» и «Сан-Франциско» соответственно.
Ожидалось, что к концу года команды официально объявят имена тренеров, однако анонс был отложен из-за неопределённости в связи с тем, кто займёт пост главного тренера сборной США по регби. В середине январе 2016 года лига вновь отложила обнародование имён тренеров и игроков команд, на этот раз из-за продолжавшихся переговоров о стадионах, на которых пройдут матчи турнира. 22 января был назван третий участник, им стал «Сан-Диего». 9 февраля было объявлено, что четвёртым участником станет клуб из Колумбуса, а 26 февраля назвали пятого и последнего участника — «Денвер».
Первый драфт игроков был запланирован на начало 2016 года. В начале марта появились первые новости об игроках, которые примут участие в первом розыгрыше ПРО Регби — было объявлено о переходе в «Сакраменто» игрока сборной Италии Мирко Бергамаско.
17 апреля было сыграно два первых матча: «Сакраменто» встретился с «Сан-Франциско» (37:25), а «Денвер» сыграл с «Огайо» (16:13).

## Формат соревнования и команды
В соревновании участвуют пять команд из США, каждая из которых за сезон проведёт по 12 матчей: 6 на своём стадионе и 6 на выезде. Сезон будет длиться с апреля по июль с перерывом на июньские тестовые матчи сборных, большинство матчей будет проходить по воскресеньям.
Согласно плану организатора, команды будут принадлежать лиге, таким образом инвесторы будут вкладывать средства в организацию в целом, а не в отдельные команды. Клубы могут заявлять в составах не более 30 игроков, из которых иностранцами могут быть не более 5, при этом организаторы не исключают расширения лимита на иностранных игроков до 7 в каждой команде. По словам исполнительного директора лиги Дуга Шонингера, заработная плата игроков в среднем составляет около 25 тысяч долларов, игроки сборных первого уровня получают около 40 тысяч долларов, а лучшие — до 70 тысяч долларов.
Изначально предполагалось, что в первом сезоне чемпионата примет участие шесть команд, но после длительных переговоров было принято решение о проведении турнира из пяти команд, которые сыграют друг с другом по три матча. Организаторы ожидают, что в 2017 году в турнире примут участие одна или две команды из Канады.
Сначала команды носили только имя города или штата, в котором они базировались. Однако по ходу первого сезона организаторы дали возможность болельщикам выбрать названия клубам путём голосования. В последней фазе голосования болельщики могли выбрать любое из трёх названий для каждого клуба, причём все названия так или иначе связаны с историческим наследием города или штата.

## Спонсоры и медиаправа
Турнир транслируется на официальном сайте ПРО Регби и через кабельные каналы компании ONE World Sports. Домашние матчи «Огайо» транслируются онлайн компанией Time Warner Cable. Кроме того, первые шесть игр транслировались AOL, но стороны разорвали соглашение. По словам Дуга Шонингера, причиной этому стали разногласия в финансовой стороне вопроса.
В марте 2016 года было объявлено, что официальным техническим спонсором ПРО Регби стала компания Champion System.

## Результаты
| Сезон | Команд | Победитель       | Второе место      |
| ----- | ------ | ---------------- | ----------------- |
| 2016  | 5      | «Денвер Стэмпид» | «Огайо Эвиэйторс» |